# Xác chết

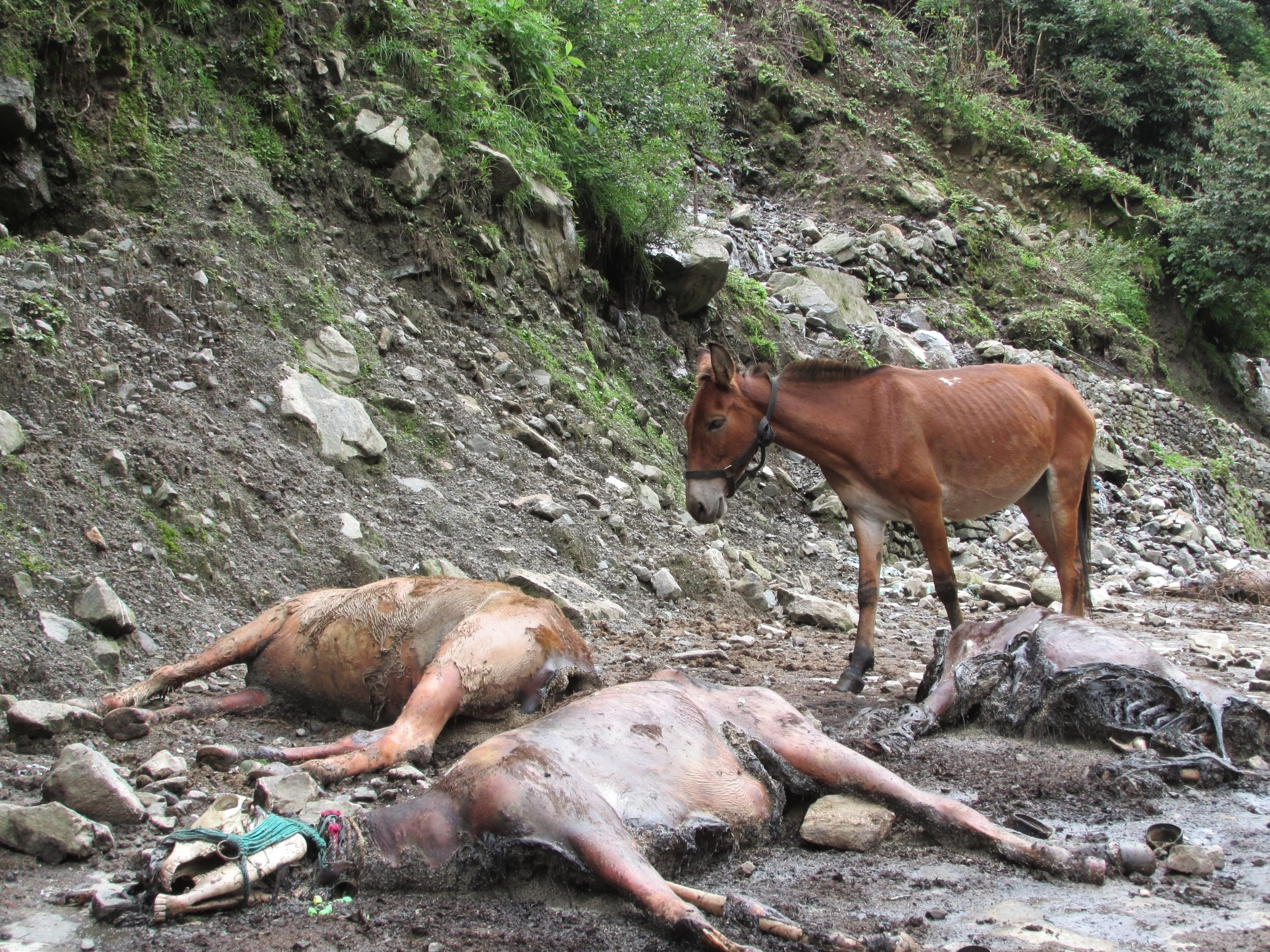
Xác chết của những con ngựa đang thối rữa

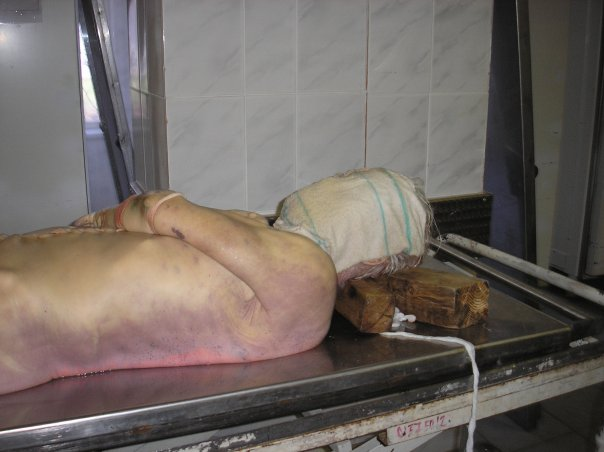
Một xác chết với dấu hiệu hồ máu tử thi

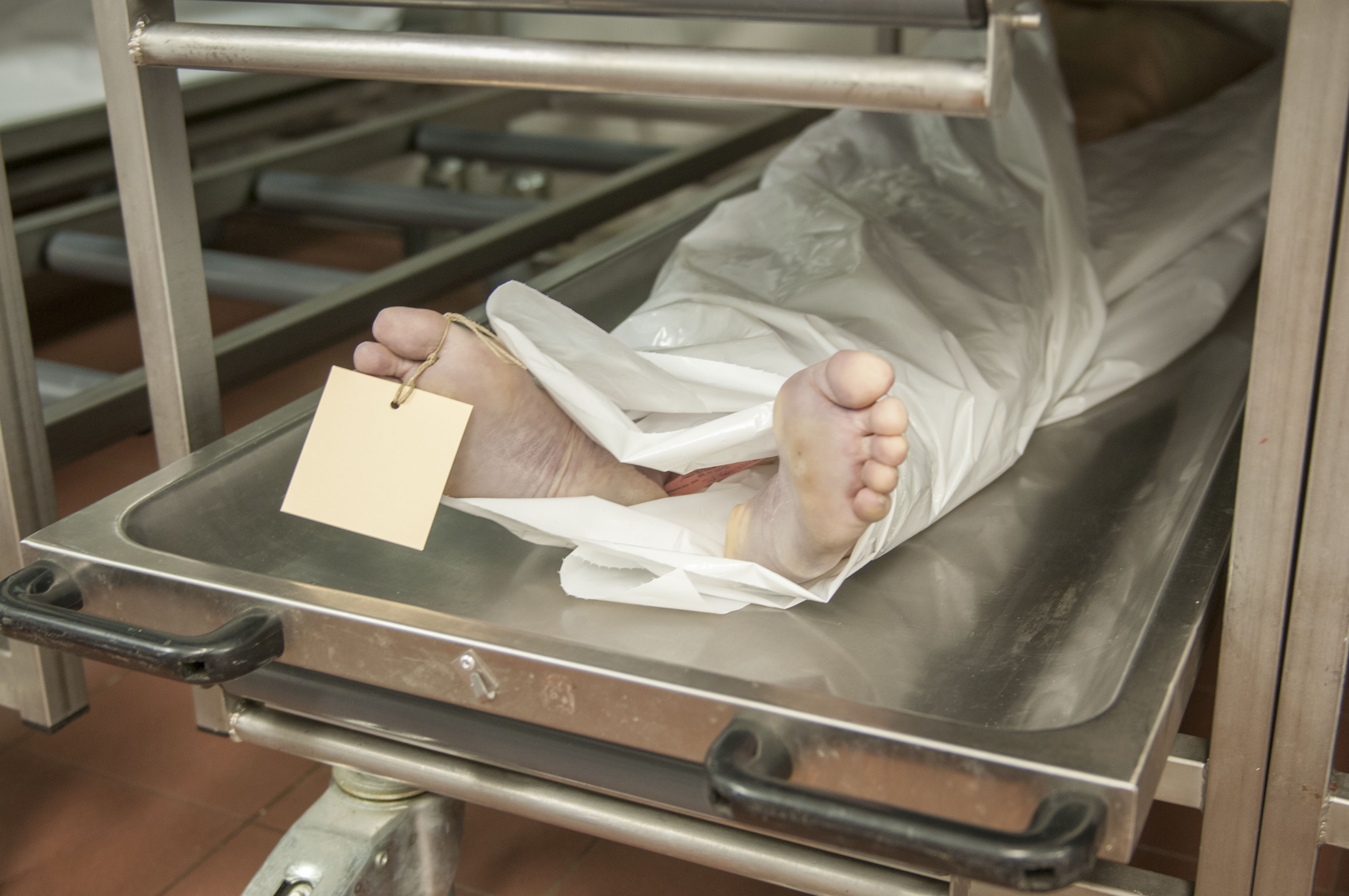

Xác chết là phần cơ thể của sinh vật đã chết. Trong từ vựng Hán Việt còn có từ tử thi có nghĩa tương đương với xác chết nhưng thường chỉ được dùng cho người như một thuật ngữ trong ngành khám nghiệm và giải phẫu.

## Thối rữa xác người

### Các giai đoạn phân hủy
Giai đoạn đầu tiên là tươi khi các tế bào trong cơ thể bị phân hủy bởi các enzym tiêu hóa mà chúng tự tiết ra. Các chất lỏng sinh ra từ quá trình tự phân tràn vào các lớp màng của da và khiến da trượt ra. Trong giai đoạn này, ruồi (nếu có) bắt đầu đẻ trứng lên xác chết tại các vị trí: mắt, lỗ mũi, miệng, tai, vết thương hở và các lỗ khác. Trứng sau đó nở thành giòi, chui xuống dưới da và bắt đầu ăn xác.
Giai đoạn thứ hai của quá trình phân hủy là trương phình. Vi khuẩn bắt đầu phá hủy các mô, giải phóng khí tích tụ trong ruột. Sự trương phình chủ yếu diễn ra trong bụng, thỉnh thoảng trào ra ở mũi, miệng và bộ phận sinh dục. Những thức ăn (nếu có) lưu trữ trong hệ tiêu hóa chúng sẽ tự phân hủy làm ảnh hưởng đến quá trình phân huỷ của xác chết. Giai đoạn này thường diễn ra trong tuần thứ hai của quá trình phân hủy. Khí cứ tích tụ dần và sự nở phồng cứ tiếp tục cho đến khi xác bị phân hủy đến mức mà khí có thể thoát ra bên ngoài.
Giai đoạn thứ ba là thối rữa. Đây là giai đoạn sau cùng nhưng cũng kéo dài nhất. Thối rữa là khi các cấu trúc lớn trong cơ thể bị phá hủy còn mô thì hóa lỏng. Các cơ quan tiêu hóa, não và phổi là những nội tạng đều bị phân hủy. Dưới các điều kiện bình thường thì chỉ sau ba tuần là không còn nhận diện được các nội tạng. Phần cơ có thể bị vi khuẩn hoặc động vật ăn xác thối ăn. Sau một thời gian dài hơn, cái xác chỉ còn lại bộ xương.

## Bảo quản xác
Sau khi bị chôn, xác chết sẽ dần phân hủy bởi hoạt động của vi khuẩn kỵ khí. Ở một số nước, người ta xử lý xác chết bằng cách bơm dung dịch bảo quản vào động mạch (động mạch cảnh hoặc động mạch đùi). Dung dịch này làm ẩm các mô và giảm đáng kể tốc độ phân hủy. Cách này được dùng để tạm thời bảo quản xác nhưng có thể không có tác dụng lâu dài.
Ở một số nước như Nhật Bản và Mỹ, trước khi chôn cất, người ta còn trang điểm, mặc trang phục truyền thống cho xác chết để đón khách đến viếng.